# 曲溪乡
曲溪乡，是中华人民共和国福建省龙岩市连城县下辖的一个乡镇级行政单位。

## 行政区划
曲溪乡下辖以下地区：
曲溪村、黄胜村、蒲溪村、木陂村、大东溪村、冯地村、罗胜村、白石村和军山村。